# He Jing
He Jing (10 de octubre de 1983) es una deportista china que compitió en piragüismo en la modalidad de aguas tranquilas. Ganó dos medallas en el Campeonato Mundial de Piragüismo en los años 2006 y 2007.
Participó en los Juegos Olímpicos de Atenas 2004, donde finalizó séptima en la prueba de K4 500 m.

## Palmarés internacional
| Campeonato Mundial | Campeonato Mundial   | Campeonato Mundial | Campeonato Mundial |
| Año                | Lugar                | Medalla            | Evento             |
| ------------------ | -------------------- | ------------------ | ------------------ |
| 2006               | Szeged (Hungría)     | Medalla de bronce  | K4 1000 m          |
| 2007               | Duisburgo (Alemania) | Medalla de plata   | K4 1000 m          |